# Obergöltzsch
Obergöltzsch ist ein historischer Ortsteil von Rodewisch in Sachsen. Gemeinsam mit den Ortsteilen Untergöltzsch und Niederauerbach bildet er die heutige Stadt Rodewisch. Das Rittergut „Goeltzsch Obertheil“ wird erst seit 1602 genutzt. Vorher war es schlicht der Sitz Göltzsch. Bekannt ist der Ortsteil heute besonders durch das Klinikum Obergöltzsch.

## Lage
Obergöltzsch ist der südöstliche Stadtteil von Rodewisch und befindet sich rechtsseits der Göltzsch. Zentrum des Ortsteils ist das historische Rittergut Obergöltzsch mit dem „Festen Hus“ auf der Schlossinsel.
Der Ort gehörte von 1696 bis nach 1843 zum Amt Auerbach, danach zur Amtshauptmannschaft Auerbach und danach in der DDR ab 1952 wie auch in der BRD zum (Land-)Kreis Auerbach. Seit 1996 gehört Obergöltzsch zum Vogtlandkreis.

## Geschichte

### Das Gut Göltzsch
1597 findet sich die erste urkundliche Erwähnung eines Gebäudes „ahn der Göltzsch“. Dabei ist der Name des Gewässers mit an Sicherheit grenzender Wahrscheinlichkeit auf den Sitz übergegangen. 1255 wurde ein „Erkenbertus prepositus de Golitzlave“ als „Urkundszeuge“ aufgeführt. Ob das bereits ein Lehensherr des Sitzes war, ist nicht sicher. Von 1450 bis 1534 finden sich die Begriffe Gölcz, Villa Golsch und sitz Göltzsch. 1534 verschrieb ein Angehöriger der Familie derer von der Planitz seinen Besitz auf Balthasar Friedrich Edler von der Planitz, der ihn 1542, nach dem Mündigwerden, erhielt. Die Familie war allerdings schwer verschuldet und musste einen Großteil der zu Höchstzeiten 12.332 ha Acker- und Waldflächen verkaufen. 1552 wurde ein zweites Vorwergk (Gut), das spätere Untergöltzsch, eingerichtet.
Für 1880 sind für das Rittergut Obergöltzsch 3 bewohnter Häuser mit 24 Einwohnern bekannt.

### Erbteilung

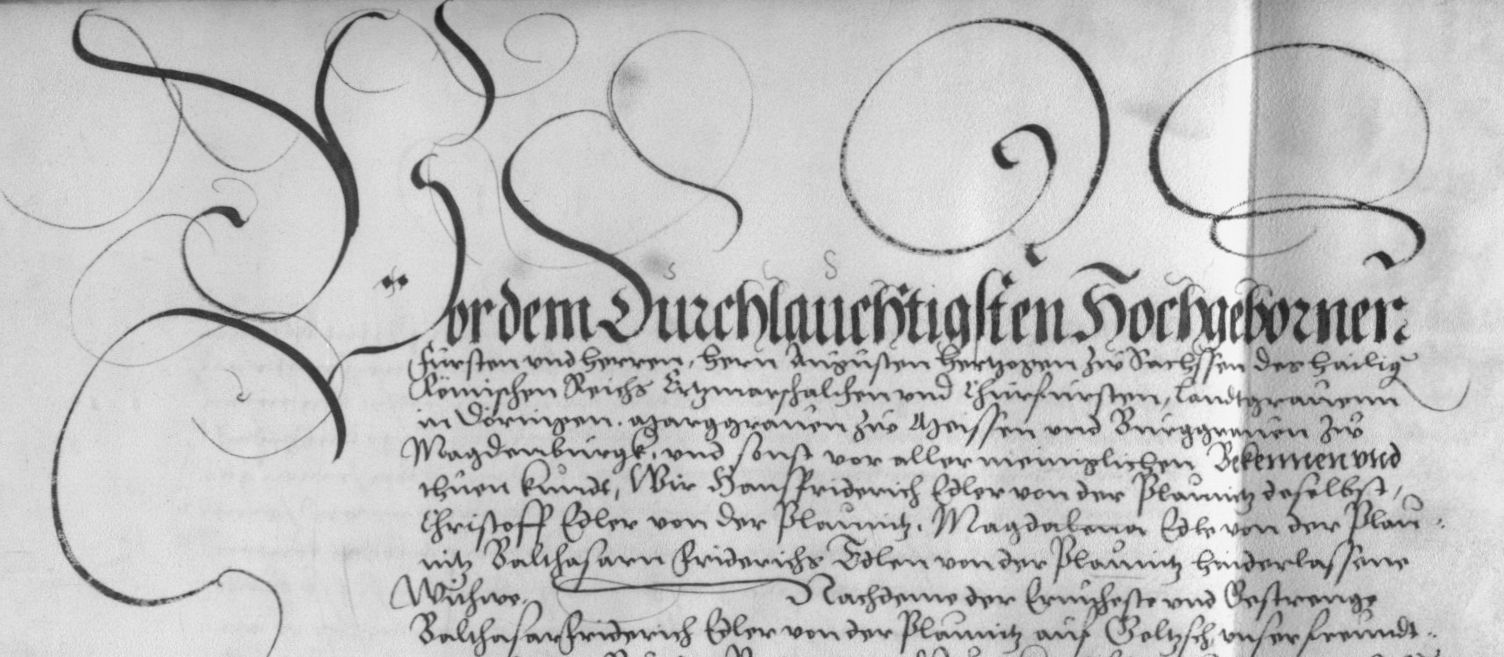
Vertrag von 1563: Balthasar Edler von der Planitz verkauft einen Teil seines Besitzes

Die drei Stadtteile Rodewischs gehen auf eine Erbteilung derer von Planitz zurück, die 1602 stattfand. Am 9. Februar 1856 wurden die einzelnen Rittergüter zu Rodewisch zusammengefasst. 1654 verstarb Friedrich Sebastian v. d. Planitz ohne Erben. Damit ging das Gut auf seinen Bruder Balthasar über. Nach dem Dreißigjährigen Krieg stand das Gut 1661 zum Verkauf und ging an Joachim Freiherr von Beust über. Joachim Friedrich von Beust wird von 1694 bis 1731 als schriftsässiger Rittergutsbesitzer des Rittergutes Obergöltzsch gelistet. Er ließ das Gutsgebäude (heute Museumsgebäude) wiederaufbauen. Genau ein Jahrhundert später ging das Gut an den Rittmeister von Brandenstein. Anschließend war das Gut in den Händen von Händlern und sogenannten Geldadligen, die sich Adligen in ihren Lebensverhältnissen anpassen wollten.
Bevölkerungszahlen 1764:
36 besessene Mann, 3 Gärtner, 56 Häusler, 9 Hufen je 30 Scheffel
Der Name Goeltzsch Obertheil entstand erst 1602 durch die Erbteilung. Vorher war das Gut nur unter dem Namen Goeltsch oder ähnlichen Bezeichnungen bekannt.

### Nach der Fusion zur heutigen Stadt Rodewisch
Der Geldadel hielt das Gelände bis 1890. Von da an wurde das Gut öfters verkauft. In dieser Zeit kamen auch viele alte Urkunden, Akten und Inventar abhanden. 1911 kaufte die Gemeinde Rodewisch das Gut. Durch die zahlreichen Verkäufe der letzten Jahrhunderte schrumpfte das Gebiet auf nur noch 180 ha Land. Das „Stadtgut Obergöltzsch“ wurde bis 1928 vielfach verpachtet. Rodewisch war damals schon zur Stadt erhoben. 1910/13 weilte der Generalfeldmarschall und spätere Reichspräsident Paul von Hindenburg zum „Milchfrühstück auf Obergöltzsch“.
Auf der Schloßinsel finden heute viele Veranstaltungen statt. Beispielsweise wird jedes Jahr am ersten Adventswochenende ein Weihnachtsmarkt organisiert.

### Klinikum Obergöltzsch

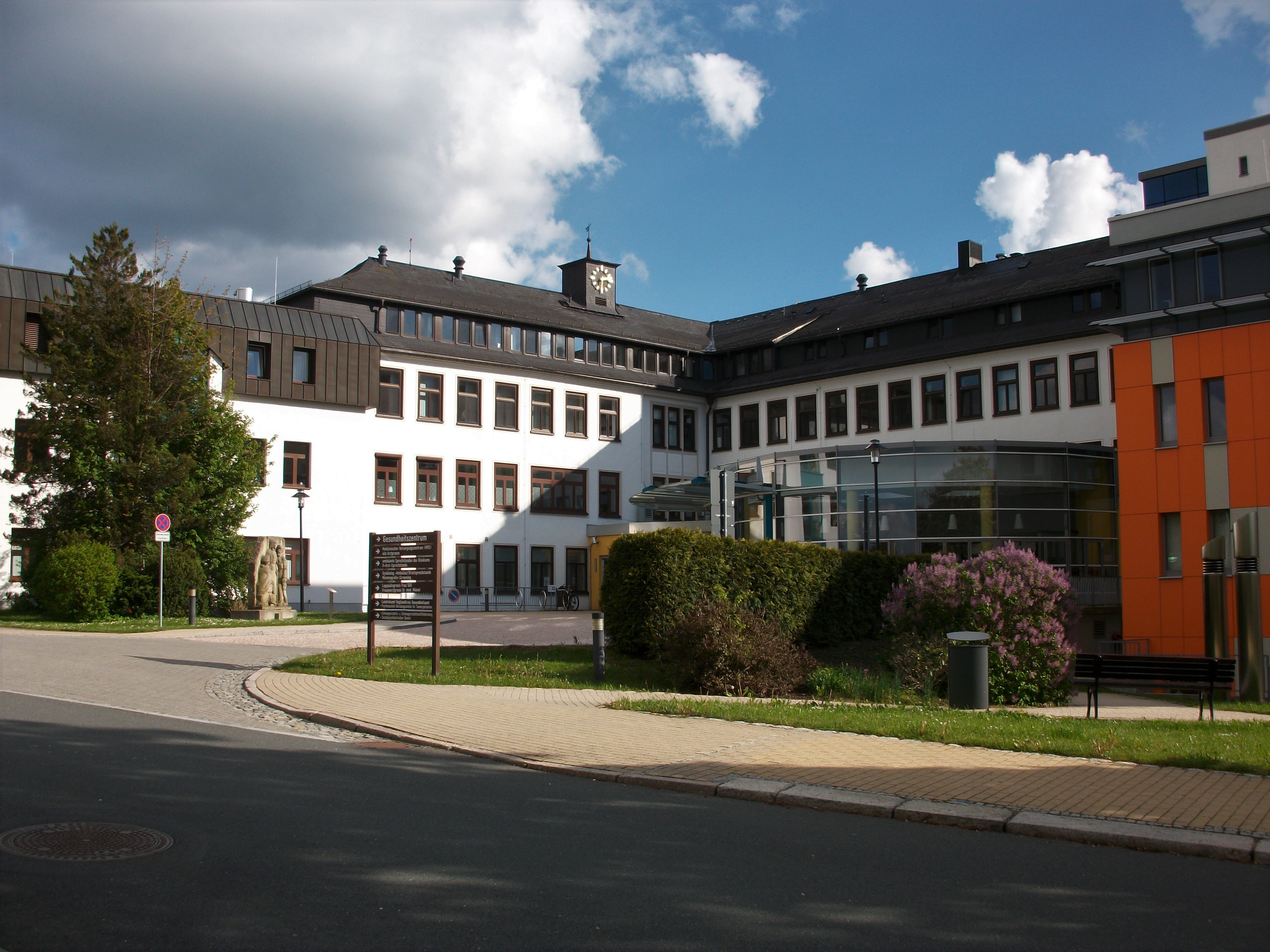
Hauptgebäude des Klinikums Obergöltzsch

Ab 1908, als das Gebiet zum „Kreisverband der Amtshauptmannschaft Auerbach“ gehörte, wurde auf dem Bergrücken, genannt Salzleithe, ein „Bezirksstift für Arme und Sieche“ errichtet. Zur Einweihung 1910 war auch König Friedrich August III. von Sachsen anwesend. Das Gebiet des Krankenhauses wurde aus dem Besitz des Gutes ausgegliedert. 1936/37 wurde das Krankenhaus erweitert. Es bot nun 115 Bedürftigen Platz. In der Zeit des Zweiten Weltkrieges wurden vor allem Kranke mit Erfrierungen (aus dem Russlandfeldzug) behandelt. Bis zur Einstellung des Bergbaus in der Rodewischer Umgebung zum 1. Januar 1963 wurden anschließend auch viele Bergarbeiter behandelt. 1963 wurde das Haus erneut erweitert und hatte nun Platz für 550 Patienten. In der Nachwendezeit wurde das Krankenhaus renoviert und erweitert. Es ist heute das einzige Kreiskrankenhaus des Vogtlandkreises und trägt den Namen „Klinikum Obergöltzsch“.

## Rittergut und Festes Hus

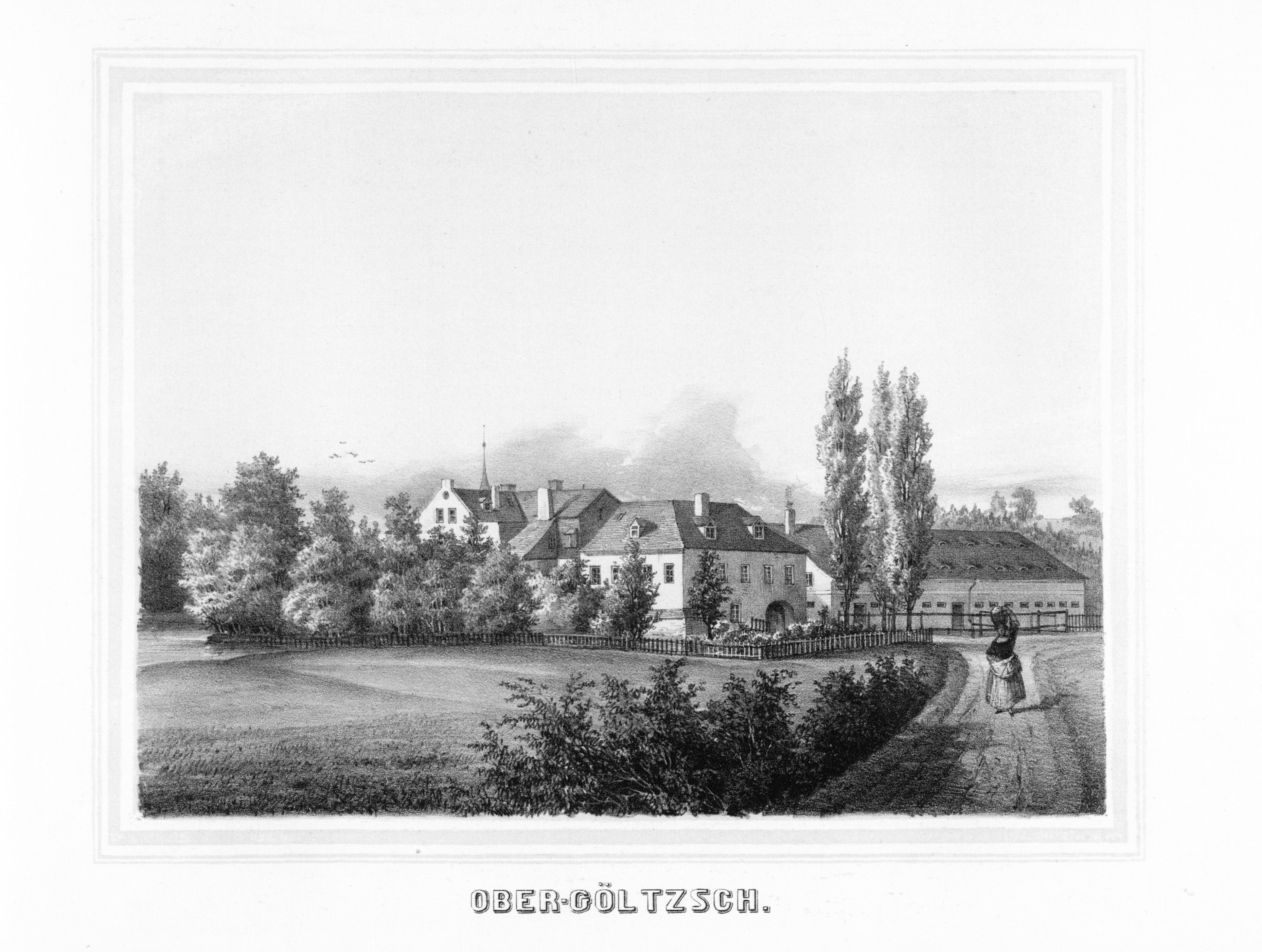
Historische Ansicht des Rittergutes

Beide Objekte befinden sich auf der Schloßinsel. Das Feste Hus ist eine 21 m × 21 m große mittelalterliche Wasserburg.
Von 1937 bis 1938 fanden auf der Schloßinsel unter der Leitung von Hans Nadler Ausgrabungen statt. Dabei wurde das sog. Feste Hus entdeckt, eine mittelalterliche Wohnburg entdeckt. Scherben aus 5 Jahrhunderten wurden entdeckt. Später sollte das Gut ausgebaut werden, in Folge des Zweiten Weltkrieges wurde dieses Vorhaben aber abgebrochen und lediglich die Grundmauern des Festen Huses sind aufgemauert worden. Als Sehenswürdigkeit der Stadt wurde in den 50er Jahren aus dem einstmaligen Wohnhaus derer von Planitz das Renaissance-Schlößchen gebaut. 1992/93 wurde das Schlösschen nochmals renoviert. Um das Schlößchen befindet sich ein Wassergraben, der aus Wasser der Pöltzsch gespeist wird.
Das Rittergut Obergöltzsch beheimatete das Museum Göltzsch. Es ist seit Jahren geschlossen.
Über 40 Jahre befand sich vor dem Museum Göltzsch eine dreistöckige Weihnachtspyramide. Als Figuren waren Jäger, Holzweibel, Bergmänner und Rupperich vertreten. Im Dezember 2021 stand keine Pyramide bei den angegebenen Koordinaten. 2022 wurde bekannt, dass der Motor der Pyramide defekt und der Betrieb auch wegen der nicht diebstahlsicher befestigten Figuren nicht möglich ist. Nach über 40 Jahren Betriebszeit der durch Karl Renger und Erhard Seifert vom Museum Göltzsch erbauten Pyramide, fand die Bürgermeisterin die Worte: „Es war eine schöne Zeit. Aber das ist jetzt vorbei.“

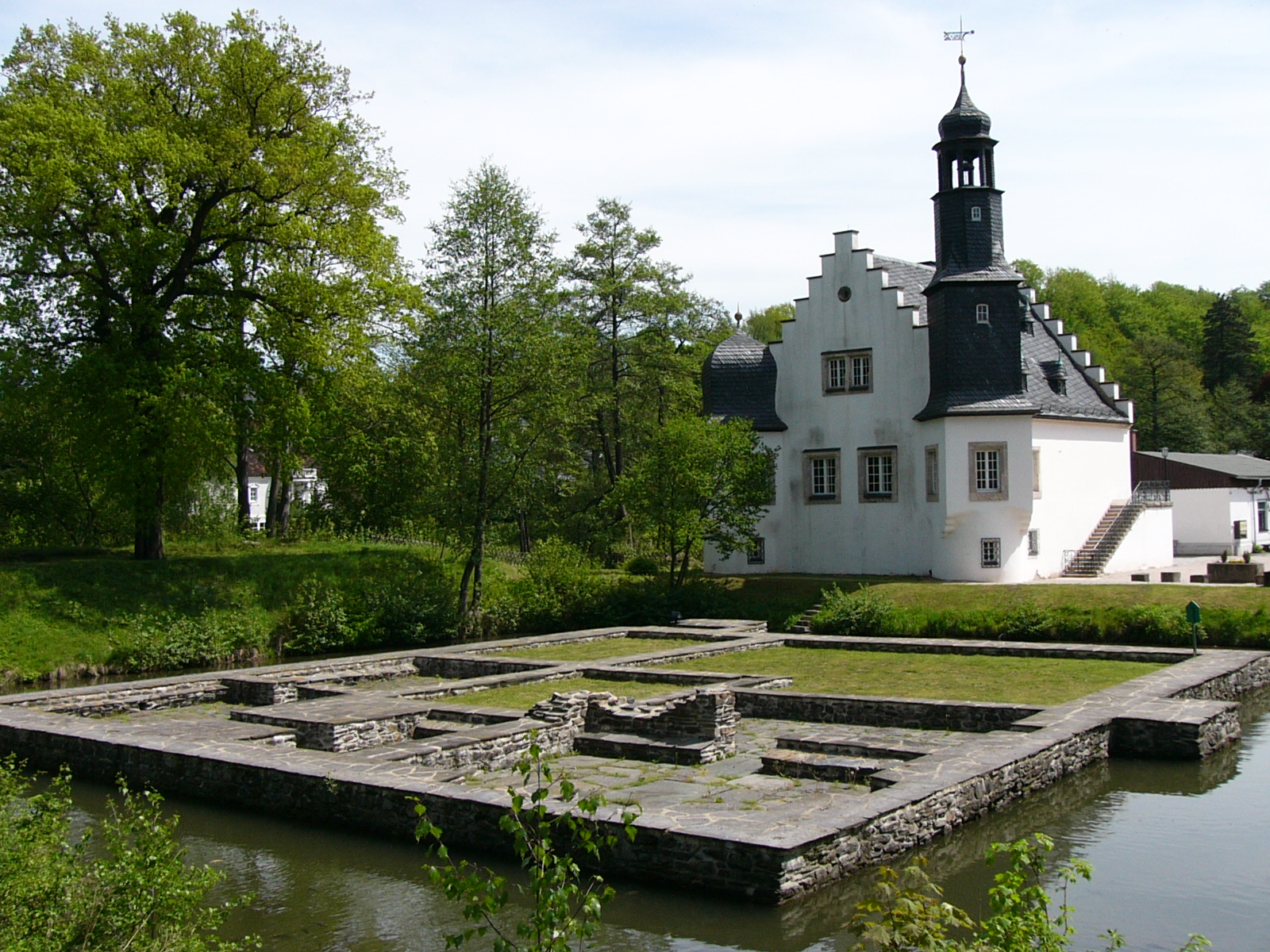
Festes Hus; im Hintergrund das Schlösschen
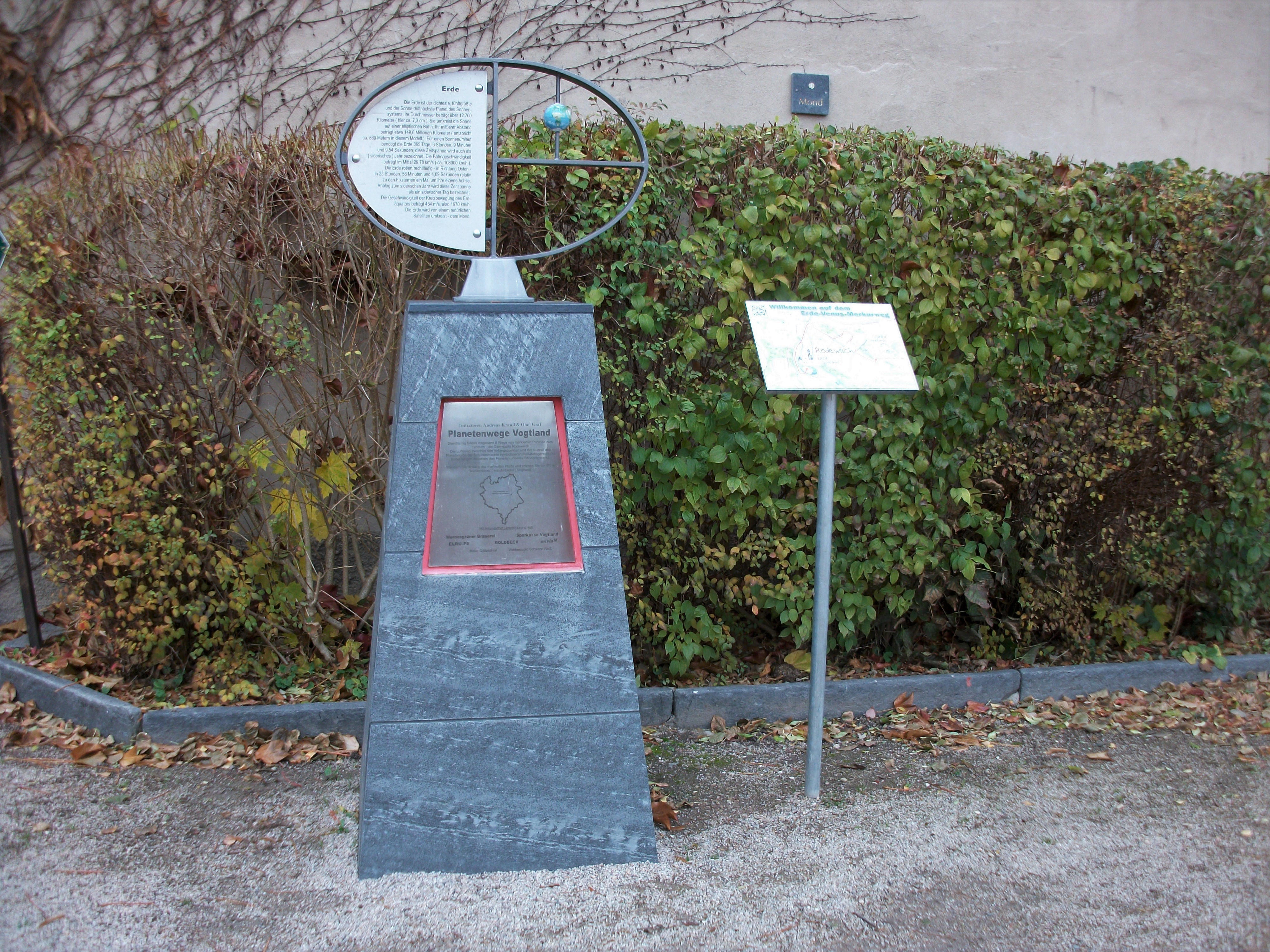
Station „Erde“ der Planetenwege Vogtland am Rittergut

## Sage
Um den Ortsteil ranken sich einige Sagen, darunter auch die vom „roten Wisch“, von dem sich der heutige Ortsname der Stadt Rodewisch ableiten soll. Eine weitere, die Sage um die Nonnengräber von Obergöltzsch sei hier aufgeführt. Sie spielt in der Zeit, in der heidnische Sorben und Wenden durch Ritter besiegt wurden. Mönche und Nonnen machten es sich damals zur Aufgabe, Heiden zum Christentum zu bekehren. Auch in Obergöltzsch soll es ein Kloster gegeben haben.

„Die Nonnen und ihre Äbtissin des hiesigen Klosters hatten sich das Missionieren der Sorben zur Aufgabe gemacht, denn diese gingen weiterhin ihrem Glauben an ihre Götzen nach. Sogar Opfersteine zum Erbringen von Menschenopfern wurden entdeckt. Folglich setzten die Ordensleute ihre Anstrengungen zur Bekehrung immer stärker fort. Sie verkündeten Gottes Wort und sprachen vor Kindern, die ins Kloster kommen mußten. Auch die Äbtissin beteiligte sich gerne daran. Eines Tages fiel ihr ein hübscher sorbischer Jüngling auf. Beide fanden an dem Anderen gefallen und sie verliebten sich. Trotz des Gelübdes der Ordensfrau verbrachten die zwei immer mehr Zeit. Er besuchte sie sogar im Kloster. Die anderen Nonnen nahmen das hin. Das Beieinandersein der Beiden hatte seine Folgen. Die Äbtissin bekam ein Kind, und nachdem sie es gebar, erstickte sie es eigenhändig aus Angst vor Entdeckung. Auch das wurde von den anderen Nonnen gedeckt. Doch der Jüngling erfuhr davon – und er betete zu seinem Gott Czernebog, daß der Frevel bestraft werde. Am nächsten Tag zog ein Gewitter mit Blitzen auf, die das Kloster zerschlugen. Alle Nonnen verloren ihr Leben. Unweit des Klosterbaus fanden sich noch lange Zeit später mit Birken, Strauch und Gras überwucherte Hügel, die Nonnengräber.“

## Belege
1. 1 2  Göltzsch, Ober- – HOV | ISGV. Abgerufen am 17. Mai 2022.
2. 1 2 3 4  Siegfried Walther: Rodewisch im Wandel der Zeit – Eine Chronik und ein wenig mehr... Kapitel 2: Die Ortsteile von Rodewisch. Hrsg.: Stadtverwaltung Rodewisch. Rodewisch 2011, ISBN 978-3-942267-16-8, S. 17 ff.
3. ↑  Alphabetisches Verzeichniss der im Königreiche Sachsen belegenen Stadt- und Landgemeinden, auf google.de
4. ↑  Stadt Rodewisch - Geschichte von Rodewisch. Abgerufen am 17. Mai 2022.
5. ↑  Josef Matzerath: Aspekte sächsischer Landtagsgeschichte. (PDF) Die Mitglieder der (kur-)sächsischen Landstände (1694–1749). Sächsischer Landtag vertreten durch den Landtagspräsident Dr. Matthias Rößler, 2015, S. 37, abgerufen am 29. März 2024 (im Abschnitt: Liste der Ritterschaft von 1694 bis 1749).
6. ↑  Stadt Rodewisch - Festes Hus. Abgerufen am 17. Mai 2022.
7. ↑  Stadt Rodewisch - Museum "Göltzsch". Abgerufen am 17. Mai 2022.
8. ↑  Cornelia Henze: Wo ist die Pyramide geblieben? Freie Presse vom 30. November 2022, Auerbacher Zeitung S. 11.
9. ↑  Siegfried Walther: Sagen aus Rodewisch und dem Vogtland. Hrsg.: Stadtverwaltung Rodewisch. Verlag Wissenschaftliche Scripten, Auerbach 2011, ISBN 978-3-942267-29-8, S. 23 f.